# 美咲ヒカル
美咲 ヒカル（みさき ひかる、1995年5月10日-)は、日本の元AV女優。

## 来歴・人物
素人系AV女優としてデビュー。メインで使用していた女優名は「美咲」、「ひかる」として出演経験があったことによる。ほぼ同時並行して松本莉々加名義でイメージビデオモデルとして活動したほか、引退後は、エロポリーイベントではヒカル名義で構成作家などとしても活動。所属事務所はEve-Rest Model Agency.（エベレスト）を経てフリー。

## 作品

### アダルトビデオ
- 尻貴族 波瑠まいな、美咲ヒカル（2017年9月30日、HMJM）
- 純朴文系美少女の糸引く愛液と変態性交 「ダメっ...そんなに膣を穿られたら、わたしイキすぎてオカシクなっちゃいます...。」 美咲ヒカル（2017年10月25日、オーロラプロジェクト・アネックス）
- ヒカル1/2～愛玩メイド 美咲ヒカル（2017年11月13日、色眼鏡/妄想族）
- 自慰行為を撮られた美少女 「助けて...わたし...毎日、調教されてるんです...」 フェラも覚えました、精液の味も知りました... 美咲ヒカル（2017年11月13日、オーロラプロジェクト・アネックス）
- 地方で発掘！1日12回オナニーしちゃう高学歴のパイパン絶倫少女がセックスしたくてしたくて自ら応募！ 1回限りのkawaii*出演！許可アリAV発売 美咲ヒカル（2017年12月13日、kawaii）
- 姉妹強制懐妊旅館 親に代わり必死で旅館を切り盛りする美少女は、妹を毒牙に掛けられ、張りつめた心が切られてしまった...（2017年12月25日、オーロラプロジェクト・アネックス）
- 絶望エロス 僕は何のために今日、ここにいたの？ 美咲ヒカル（2018年1月13日、絶望エロス/妄想族）[2]
- いいなり優等生と校内性交。黒髪制服美少女ヒカル（2018年2月1日、MARRION）
- ムレムレブルマ合宿 4（2018年3月1日、グローリークエスト）
- 壁！机！椅子！から飛び出る生チ○ポが人気の進学校 『都立しゃぶりながら●校』卒業～my graduation～ feat.戸田真琴（2018年4月12日、SODクリエイト）
- 通りすがりのAV女優 08 ハローAV、バイバイAV編（2018年4月28日、HMJM）
- 可愛い顔してデカ尻！！ 美咲ヒカル（2018年5月1日、MARRION）
- 美少女妖淫昇天 LOOPS Episode-1 残酷なる強制開花！！裏切りのイキ殺し処刑台（2018年5月25日、BabyEntertainment）
- 向井藍の完全主観オナニーサポート！（2018年6月13日、アロマ企画）
- 婚活女子の誘惑パンチラにご用心！？（2018年6月25日、アロマ企画）
- いつでも射精できる！抜きやすい挑発パンチラコレクション6（2018年6月20日、アロマ企画）
- 金縛りにかかった男にエロいイタズラしてくる女の子（2018年8月13日、アロマ企画）
- ウルトラM性感研究所 Vol.4 小悪魔二人の全身性感フォーメーション 涼しげな微笑のアナル責めに意識遠のく（2018年9月30日、BabyEntertainment）

### イメージビデオ
- 純真初心　松本莉々加（2017年9月29日、スパイスビジュアル）[3]
- 黒髪乙女～ショートカット！桃尻美少女～ 松本莉々加（2017年11月23日、pistil）
- ぴよぴよ成長日記 ボクのいもうと1年生 vol.8 あやなみひかり（2018年1月28日、INTEC Inc）
- ギリコス！アイドルコレクションvol.13 美咲ヒカル（2018年8月18日、INTEC Inc）
- ピュアピュア学園2時間目ショートカットLOVE（2019年9月23日、マジック）